# Abierto de Australia 1970
Lista de los campeones del Abierto de Australia de 1970:

## Individual masculino
Arthur Ashe (USA) d. Dick Crealy (AUS), 6–4, 9–7, 6–2

## Individual femenino
Margaret Court (AUS) d. Kerry Melville Reid (AUS), 6-1, 6-3

## Dobles masculino
Robert Lutz/Stan Smith (USA)

## Dobles femenino
Margaret Court (AUS)/Judy Tegart Dalton (AUS)
| Predecesor: 1969                           | Abierto de Australia 1970 | Sucesor: 1971                         |
| Predecesor: Abierto de Estados Unidos 1969 | Grand Slam 1970           | Sucesor: Torneo de Roland Garros 1970 |

- Datos: Q781639